# 佩里 (緬因州)
佩里（英語：Perry）是一個位於美國緬因州華盛頓縣的鎮。

## 人口
根據2020年美國人口普查的數據，佩里的面積為108.93平方千米，當中陸地面積為75.81平方千米，而水域面積為33.12平方千米。當地共有人口802人，而人口密度為每平方千米7人。